# Vedergras
Vedergras (Stipa, synoniem: Anemanthele) is een geslacht uit de grassenfamilie (Poaceae). De ongeveer 300 soorten komen voor over de hele wereld.

## Soorten
De volgende soorten worden hier beschreven:
- Stipa capillata - Komt voor in de steppegordel van Roemenië en Oekraïne tot het zuiden van Rusland, Kazachstan en Daurië. Geïsoleerd voorkomen op het Zevenburgs Plateau, Hongarije, het oosten van Oostenrijk, het noorden van Italië en delen van Duitsland en Tsjechië.[2]
- Stipa lessingiana - Komt voor in de steppegordel van Roemenië en Oekraïne tot het zuiden van Rusland, Kazachstan, Daurië, Mongolië en het westen van China. Komt ook voor op de Balkan en de Zuidelijke Kaukasus.[3][4]
- Stipa pennata - Komt voor van het zuidoosten van Frankrijk en Centraal-Europa, via Oost-Europa en West-Siberië tot aan Xinjiang en het westen van Mongolië. Zeldzaam in het oosten van Kazachstan en Kirgizië.[5][6][7]
- Stipa pontica - Komt voor op de Krim, het noordwesten van de Kaukasus, Bulgarije, delen van Turkije en het noorden van Irak.[8][9]
- Stipa pulcherrima - Komt voor in Centraal-Europa, de Balkan, de Europese steppe- en bossteppegordel, het zuiden van West-Siberië, Kazachstan en de Altaj. Komt ook voor in Anatolië en Turkmenistan.[10]
- Stipa tirsa - Komt voor in Centraal-Europa, de Balkan, de Kaukasus en de steppen van Oekraïne, de Krim, het zuiden van Rusland, het zuiden van West-Siberië en Centraal-Azië.[11]
- Stipa ucrainica - Komt voor in de steppegordel van het noordoosten van Bulgarije en Oekraïne tot het zuiden van Rusland.[12][13][14]
- Stipa zalesskii - Komt voor van Donetsk en Loehansk tot in Kazachstan.[15]

... · 
S. capillata · 
S. lessingiana · 
S. pennata · 
S. pontica · 
S. pulcherrima · 
S. tirsa · 
S. ucrainica · 
S. zalesskii · 
...